# 53rd and 3rd
Pistes de Ramones
Listen to My Heart
(10) Let's Dance
(12)
53rd and 3rd est une chanson du groupe de punk rock Ramones sortie en février 1976 et produite par Craig Leon. La chanson est écrite par Dee Dee et se réfère à un coin très connu de la prostitution masculine à New York, à l'angle de la 53e rue et de la 3e avenue, où ce dernier se prostituait un temps afin d'obtenir de quoi financer sa dépendance à l'héroïne, qu'il immortalisera plus tard dans la chanson Chinese Rocks, et qui finira par le tuer (Dee Dee Ramone est mort d'une overdose en 2002).
Dans le documentaire End of the Century: The Story of the Ramones, Dee Dee reste très évasif sur le fait de savoir s'il s'est effectivement prostitué à l'angle de la 53e rue et de la 3e avenue, alors que les autres membres du groupe et l'entourage des Ramones l'affirment, ouvertement ou implicitement.

## Anecdotes
- Elle est reprise par Metallica sur l'album hommage We're a Happy Family.
- Cette chanson donne son nom à un label écossais, 53rd and 3rd.